# Orocrambus vulgaris
Orocrambus vulgaris là một loài bướm đêm trong họ Crambidae.